# Tamásipuszta
Tamásipuszta Nyíradony város része a Nyíradonyi járásban.

## Fekvése
Nyíradony központjától 14 kilométerre, a megyeszékhely Debrecentől 27 kilométerre fekszik; a környező települések, településrészek közül Hajdúsámsontól 6 kilométerre, Trombitástanyától 8 kilométerre, Hajdúhadháztól pedig 25 kilométerre  található.

### Megközelítése
Közvetlenül a 471-es főút mellett helyezkedik el, így közúton könnyen elérhető az ország távolabbi részei felől is. Elhalad mellette a Apafa–Mátészalka-vasútvonal is, amelynek egy megállási pontja van itt; Tamásipuszta megállóhely a városrésztől mintegy fél kilométerre nyugatra helyezkedik el.

## Története dióhéjban
A ma Nyíradony városrészeként ismert Tamásipuszta egykor önálló település volt Tamási néven, "Odun"-nal együtt. Tamási és Odun a török időkben elpusztult, közülük pusztaként Tamási maradt fenn. Tamásiról egy, a Békésmegyei oklevéltárban fennmaradt 1323-ból való oklevél is említést tett.

## Demográfia
Lakóinak száma: 250

## Külső hivatkozások
- Nyíradony Város Önkormányzatának honlapja